# Máximo Tardiglaciar

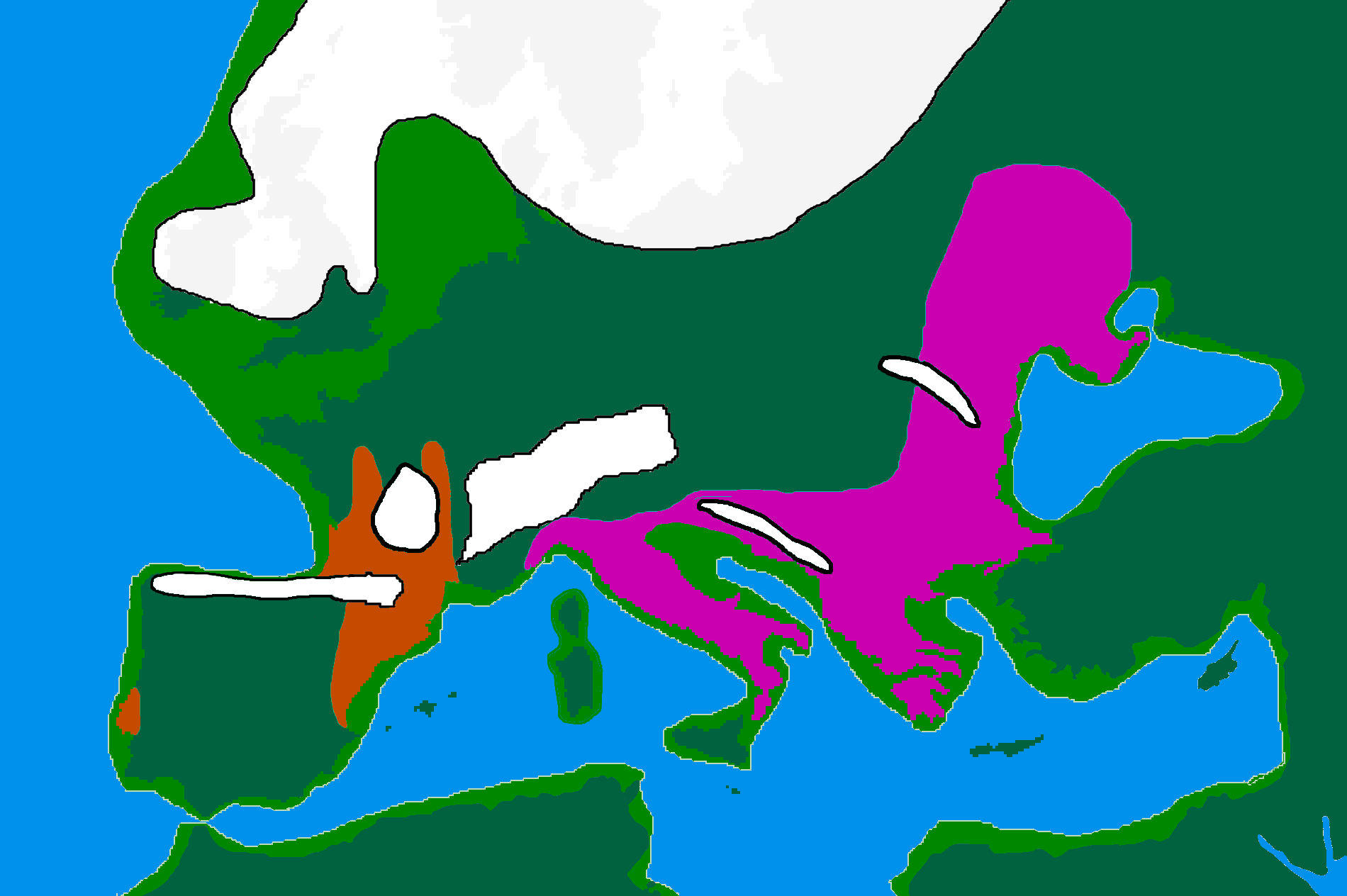
Refugios europeos del Máximo Tardiglaciar.

El Máximo Tardiglaciar (aprox. 13.000-10.000 años antes del presente) se define principalmente por el calentamiento del clima en el hemisferio norte causando un proceso de desglaciación acelerado tras el Último Máximo Glacial (aprox. 25 000-13 000 años antes del presente). Es en este momento que las poblaciones humanas, obligadas previamente a buscar zonas de refugio como consecuencia de las condiciones climáticas del Último Máximo Glacial, poco a poco empiezan a repoblar la masa continental de Eurasia en el hemisferio norte y finalmente a poblar, por primera vez, América del Norte a través del estrecho de Bering.
La evidencia de la ocurrencia del Máximo Tardiglaciar se debe a dos tipos de análisis principales. El primero es el uso de las etapas de isótopos de oxígeno (OIS, por sus siglas en inglés) recolectadas de muestras de sedimentos estratificados de alta mar. Las muestras se recogen y se miden por el cambio en los niveles de isótopos para determinar la fluctuación de la temperatura durante períodos determinados. El segundo es un estimado basado en la observación de reaparición de ciertos fósiles de fauna y flora que sólo pueden sobrevivir en climas templados, por lo tanto, que indica las tendencias de calentamiento para una zona geográfica determinada. Evidencias arqueológicas de asentamiento y repoblaciones en ciertas zonas por los seres humanos también sirve como una estimación. Hacia el final del OIS 2 en el que el máximo Tardiglaciar ocurre, los núcleos de sedimentos de aguas profundas indican un clima de calentamiento gradual y la reaparición de cierta flora y fauna de clima cálido se mantiene en el hemisferio norte y se correlacionan con esta tendencia. Un período de oscilación de frío relativamente breve, se refiere como el Dryas Reciente, se detecta durante el OIS 2, tal como puede deducirse de un aumento en el peso del isótopo.

## Europa occidental y la llanura del Norte de Europa
El clima empieza a mejorar con rapidez por toda Europa occidental y la llanura del norte de Europa, hace aproximadamente 16 000-15 000 años. El paisaje se vuelve cada vez más templado, excepto en el extremo norte, donde las condiciones siguen siendo árticas. En el norte de Francia, Bélgica, el noroeste de Alemania y sur de Gran Bretaña reaparecen asentamientos humanos entre 15 500 a 14 000 años atrás. Muchos de estos sitios están clasificados como magdalenienses aunque también se han encontrado puntas de envés curvo y de espiga. Según disminuye la capa de hielo de Fenoscandia, las zonas recién descongeladas del sur de Escandinavia se repueblan de plantas y personas. Entre 12 000 y 10 000 años atrás, la costa occidental de Noruega y el sur de Suecia hasta la latitud de 65° Norte acoge asentamientos pertenecientes a la cultura Fosna-Hensbacka. Se definen por la aparición de puntas de espiga y otros artefactos similares a los encontrados anteriormente en el noroeste de Alemania. Los asentamientos komsa se encuentran unos 7 000 años a. C. a lo largo del condado noruego de Finnmark, al este de la península de Kola. Se definen por el hallazgo de puntas, buriles, raspadores y hachas. La principal presa de los cazadores magdalenienses parece haber sido el reno, aunque también hay evidencia del consumo de aves y mariscos.

## Llanos de Siberia
Durante el Último Tardiglaciar, el sur de Siberia tuvo poca vegetación, sólo algunos árboles como los pinos persistieron. La evidencia no sólo viene de los datos de las esporas sino también del carbón vegetal en los extintos lugares de hogueras de sitios arqueológicos. Las muestras de polen en los alrededores de Chukotka y de la península de Taimyr son indicio de una zona de bosque emergente hace aproximadamente 7.000 años y con un clima ligeramente más tibio que el actual.
La población humana que más recientemente reocupó Siberia no lo hizo hasta hace 21000 años. La evidencia de esto persiste principalmente al sur, en los alrededores del Lago Baikal, por ejemplo en el sitio Studenoe. Los últimos sitios incluyen el de Kokorevo en el valle del río Yenisei y en la cuenca del río Obi en Chernoozer’e. Estos sitios se encuentran limitados entre las latitudes 57 grados norte y la mayoría están fechados Carbono 14 de hace 19.000 a 14.000 años. Los asentamientos difieren de los Llanos al este de Europa, ya que reflejan un estilo de vida más nómada, debido a la ausencia de casas construidas con huesos de mamut, hoyos de almacenaje, todos indicadores de asentamientos de larga duración. Los restos de Fauna consisten en venados, renos y alces que indican una dieta carnívora.
El hábitat de Siberia era más áspero que cualquier otra área durante el último tardioglaciar y ocasionalmente no proveía suficientes oportunidades de supervivencia por los humanos que lo habitaban. Esto es lo que forzaba a los grupos de humanos a permanecer dispersos y móviles durante los años. Tal como es reflejado en la tecnología lítica, como pequeñas cuchillas que eran confeccionadas, a menudo micro-cuchillas de más de ¼ de pulgada de ancho con inusuales bordes puntiagudos que indican mesura debido a los pocos recursos. Eran encajadas a lo largo de ranuras a lo largo de uno o ambos bordes de un hueso afilado o la punta de un asta. Muestras completas de un juego de microcuchillas han sido recuperadas de ambos lugares Kokorevo y Chernoozer’e. En Kokorevo uno fue encontrado enterrado en un omóplato de bisonte.
Cuando el clima se calentó circa más de 15.000 años, los peces comenzaron a habitar los ríos y la tecnología usada para cazarlos, tales como los arpones de púas que se encontraron primeramente en el río Angara Superior. En esta época las personas se expandieron hacia el norte de la cuenca del Lena Medio. Hace 11,000 años, el tamaño de los asentamientos incrementó como fue descubierto en el sitio Ust’-Belaya site donde los restos de fauna consisten de todo tipo de objetos modernos de venados, alces, peces y perros domesticados. La nueva tecnología como anzuelos apareció entre huesos y cornamentas. La cultura Dyuktai cerca de la cueva Dyuktai en el Río Aldan a 59 grados Norte es similar a los sitios al sur de Siberia e incluyen núcleos en forma de cuña y microcuchillas, junto con herramientas de dos caras y espátulas. Este sitio probablemente representa los restos de las personas que se expandieron a través del puente de Beringia y en el Nuevo Mundo. Hace 12,000 años la cultura Sumnagin aparece sobre grandes extensiones del norte y este de Siberia. Estos sitios eran pequeños y producían pocos artefactos de hojas pequeñas con núcleos cilíndricos delgados. Las herramientas de huesos están ausentes así como equipo de pesca. La mayoría de los sitios Sumnagin estaban localizados en las áreas boscosas y por ello, la mayoría de las herramientas probablemente eran creadas de madera, lo cual podría ayudar a explicar el registro arqueológico disperso.. Esto se refleja incluso hoy en día a lo largo de la cuenca del Lena Medio entre las actuales poblaciones humanas. La dieta Sumnagin consistía de grandes mamíferos como venados, alces y osos marrones, incluso como lo revelan los restos de fauna encontrados. Sin embargo, los representantes de la cultura Sumnagin moverse hacia el norte y ser los primeros en poblar la tundra ártica de Siberia circa hace 10.000 años; alrededor de 9,500-9,000 años, los sitios de Sumnagin extendido a la Isla de Zhokhov , donde los huesos con ranuras y puntos de astas, cuernos y picos de marfil, hueso y mangos para herramientas de corte se encontraron. Pocos artefactos de madera también fueron encontrados, incluyendo una pala o cuchara grande, ejes de dirección, y un fragmento de trineo fragmento. Consisten en restos de fauna de renos y osos polares. Sólo los huesos aislados de morsas, focas y aves fueron identificadas. El establecimiento de nuevos asentamientos fue seguida hacia el este y hacia el oeste en la península de Chukotka y Taimyr.

## América del Norte
Sobre la tierra entre la Cuenca Lena y el noroeste de Canadá, la aridez se incrementó durante el Pleniglacial Superior. El nivel del mar había descendido casi 400 pies por debajo de su posición actual, exponiendo a una llanura seca entre Chukotka y el Oeste de Alaska. Los cielos despejados redujeron la precipitación, y las deposiciones de loess promovieron suelos ricos en nutrientes bien drenados, que apoyaron diversa comunidades de plantas estépicas y manadas de mamíferos de pastoreo de gran tamaño. Los suelos de la tundra húmeda y ciénagas de abeto que existen hoy en día estuvieron ausentes. Las temperaturas frías y las enormes capas de hielo cubrían la mayor parte de Canadá y la costa noroeste, así previniendo la colonización humana de América del Norte previo a hace 16,000 años. Un "pasillo libre de hielo" atravesó del oeste de Canadá a las llanuras norteñas, se cree que no se habían abierto antes de 13.500 años atrás. Sin embargo, el deshielo en el noroeste del Pacífico pudo haber tenido lugar con mayor rapidez, y una ruta costera pudo haber estado disponible hace 17.000 años. El aumento de las temperaturas y el incremento de la humedad aceleraron el cambio del medio ambiente hace 14.000 años atrás, como tundras de arbustos reemplazaron hábitat en muchas partes de Beringia.
Campamentos de asentamiento se encuentran a lo largo de Río Tanana en el centro de Alaska desde hace 14 000 años y algunas evidencias indican la exploración humana en las Cuevas de Bluefish en el Yukon desde hace 15 500 años. Los primeros niveles de ocupación en los terrenos del Valle de Tanana contienen artefactos similares a la cultura Dyuktai Siberiana. En el Punto Swan, estos comprenden microhojas, burines, y copos chocados desde las herramientas bifaciales. Son pocos los artefactos en los terrenos cercanos al Broken Mammoth, pero incluyen varias varillas de marfil de mamut. La dieta era de enormes mamíferos y aves de restos de fauna. 
Los primeros terrenos ocupados en Ushki del centro de Kamchatka (ca. hace 13.000 años) muestran evidencias de pequeñas casas de forma ovalada y puntos bifaciales. Piedras colgantes, cuentas y una fosa de entierro están presentes. En el centro de Alaska hasta las faldas de las montañas en el terreno de Dry Creek ca de 13.500 a hace 13.000 años, fueron encontrados cerca de los pequeños puntos bifaciales en el Valle y se cree que las se trasladaron a esta zona para cazar alces y ovejas en una base estacional. Los terrenos de microhoja tipológicamente similares a Dyuktai, aparecen hace unos 13.000 años en el centro de Kamchatka y por todas partes de Alaska.
Hace aprox. 12.000 años, el nivel creciente del mar alcanzó una posición menor a 150 pies por debajo de lo que alcanza hoy e inundó las tierras bajas entre el oeste de Alaska y Chukotka. El subsiguiente aumento de la humedad resultante de está acelerada transición de Alaska a la tundra húmeda y bosques coníferos. El Puente Terrestre de Bering había cerrado y por lo tanto Beringia dejó de existir. En este tiempo, los terrenos que comprenden el complejo de Denali aparecieron y continuaron en ca. hace 7.500 años. Terrenos del complejo Denali indican altas producciones de caribú continuando aprox. hace 8.000 años y corresponde con un incremento en el tamaño de la población